# Hipersensibilidade do tipo III
A hipersensibilidade de tipo III ocorre quando existe um acúmulo de imunocomplexos (complexos antígeno-anticorpo) que não foram depurados adequadamente pelas células imunes inatas, levando a um aumento da resposta inflamatória e atraindo leucócitos. Tais reações podem dar origem a doenças mediadas por imunocomplexos. 

## Fisiopatología
O depósito em tecidos frequentemente induz uma resposta inflamatória, o que pode provocar lesões nos lugares de precipitação. A causa das lesões é resultado da ação das anafilotoxinas do componente clivadas C3a e C5a, as quais, respectivamente, mediam a indução da liberação dos grânulos dos mastocitos (dos quais a histamina liberada pode provocar urticária) e o recrutamento de células inflamatórias no tecido (principalmente aquelas com ação lisossomal, levando ao dano tissular através de fagocitose frustrada dos polimorfonucleares e macrófagos).

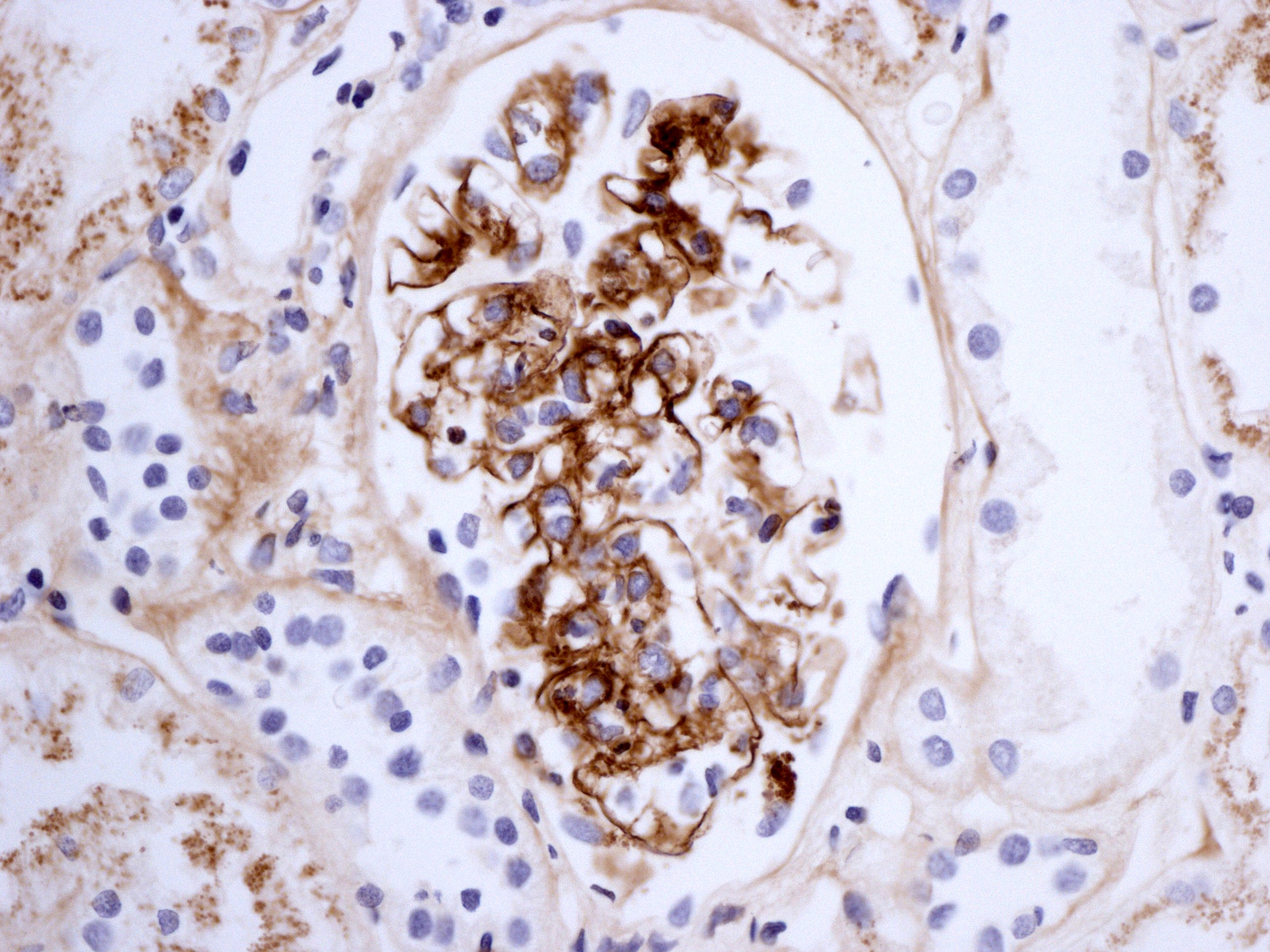
Glomerulonefrite por depósito de imunocomplexos, como visto na púrpura de Henoch-Schonlein; este é um exemplo do envolvimento de IgA em uma nefropatía.

A reação pode levar horas, dias ou mesmo semanas para desenvolver-se, dependendo da existencia ou não de uma memória imunológica para o antígeno. Tipicamente as características clínicas se evidenciam uma semana após o desafio antigênico inicial, quando os imunocomplexos depositados podem precipitar uma resposta inflamatória. Por causa da natureza da agregação de anticorpos, os tecidos que estão associados com a filtração sanguínea em um gradiente osmótico e hidrostático considerável (por exemplo, lugares de formação de liquido urinário e sinovial, glomérulos renais e articulaçoes, respectivamente) sofrem o maior dano. Logo, vasculite, glomerulonefrite e artrite são comumente condições associadas à hipersensibilidade de tipo III.
Como se pode observar através de métodos histopatológicos, vasculite necrotizante aguda nos tecidos afetados é observada concomitantemente com infiltrado neutrofílico e com um notável depósito eosinofílico (necrose fibrinoide). As respostas cutâneas a este tipo de hipersensiblidade são conhecidas como reação de Arthus, e são caracterizadas por eritema local e algum grau de induração. Agregação plaquetária, especialmente na microvasculatura, pode provocar a formação de trombos localizados, levando a hemorragias grumosas. Isso exemplifica a resposta à injeção de antígenos estranhos suficiente para levar a condição de doença do soro.

## Exemplos
Alguns exemplos clínicos
| Doença                              | Antigeno                                            | Clínica                               |  |
| ----------------------------------- | --------------------------------------------------- | ------------------------------------- |  |
| Lupus Eritematoso Sistemico         | Antigenos Nucleares                                 | - Nefrite - Lesões cutaneas - Artrite |  |
| Artrite Reumatoide                  | Complexos de anticorpos (IgM e IgG)                 | - Artrite                             |  |
| Glomerulonefrite pós-estreptocócica | Antigenos da parede celular do estreptococo         | - Nefrite                             |  |
| Poliarterite Nodosa                 | Antigeno de superfície do vírus da Hepatite B (HBV) | - Vasculite Sistemica                 |  |
| Artrite reativa                     | Vários antigenos bacterianos                        | - Artrite aguda                       |  |
| Doença do soro                      | Varias                                              | - Artrite - Vasculite - Nefrite       |  |
| Reação de Arthus                    | Varias                                              | - Cutaneous vasculitis                |  |
| Pulmão de fazendeiro                | Antigenos inalados (pó de feno)                     | - Inflamação alveolar                 |  |
| Purpura de Henoch-Schonlein         | Desconhecida, provavelmente patógeno respiratório   | - Purpura - Glomerulonefrite          |  |
|                                     |                                                     |                                       |  |

Outros exemplos são
- Endocardite bacteriana subaguda
- Sintomas de malaria

## References
1. 1 2  Parham, Peter (2009). «12». The Immune System 3rd ed. New York, NY: Garland Science. p. 389
2. ↑  Kumar, Vinay (2010). «6». Robbins and Cotran Pathologic Mechanisms of Disease 8th ed. Philadelphia: Elsevier. pp. 204–205